# Morgendust
Morgendust is een indierockband uit Zwolle. Met de debuutsingle Storm Will Come werd de band bij de Intercontinental Music Awards van 2022 uitgeroepen tot Best of Europe (2022) in de categorie European Rock.

## Geschiedenis
Morgendust werd opgericht in 2018 door zanger Marco de Haan en producer/toetsenist Iwan Blokzijl. De naam van de band is een samentrekking van ‘morgen’, symbool voor nieuw en fris; en ‘dust’ (stof) wat oud is: Morgendust suggereert een nieuw geluid, ontstaan uit ervaring, een verwijzing naar de achtergrond van de muzikanten.
Met hun debuutsingle Storm Will Come (2019) werden ze bij de Intercontinental Music Awards in de categorie European Rock uitgeroepen tot Best of Europe (2022). Er volgde nog een aantal singles, en het mashup-album 14 (2022). 
Hun debuutalbum Morgendust kwam uit in 2023  en werd ondersteund met een tour over de Balkan. Er werd gekozen voor deze regio vanwege het Bosnische bandlid Dario. De werktitel van het album was aanvankelijk New Land Is All We Hope For, maar dat werd als te lang beschouwd, waarna voor de bandnaam werd gekozen.

## Samenstelling
De band bestaat uit:
- Marco de Haan – zang, gitaar (2018 – heden)
- Iwan Blokzijl – keyboard (2018 – heden)
- Ron van Kruistum - gitaar (2018 - heden)
- Dario Pozderski - bas (2018 - heden)
- Patrick Pozderski -  drums (2022 - heden)

Voormalige bandleden zijn:
- Job Noordmans -  drums (2018 - 2021)
- Andre Swinkels -  drums (2021 - 2022)

## Discografie

### Albums
- 2023: Morgendust

### EP's
- 2019: Storm Will Come
- 2022: 14 (mashup EP)

### Singles
- 2019: Storm Will Come
- 2019: Kind of Blues
- 2020: Alien
- 2020: Sundays
- 2020: Hands
- 2021: Easy Way Out
- 2023: 1982
- 2023: Red Handed

## Meer lezen
- Bert Treep  (2023). Morgendust heeft goud in de mond. iO Pages  : pp.20-23